# Сент-Мэрис (округ)
Округ Сент-Мэрис (англ. St. Mary's County или Saint Mary's County) — округ в южной части штата Мэриленд, США. Колонизация Мэриленда началась с постройки поселения Сент-Мэрис-Сити на территории нынешнего округа Сент-Мэрис в 1634 году.
Административный центр округа (county seat) — городок Леонардтаун. Округ Сент-Мэрис граничит с округом Чарльз на северо-западе, округом Калверт (на противоположенной стороне эстуария Патаксента) на севере, Чесапикским заливом на востоке и эстуарием Потомака на юге. В 2000 году в округе проживало 86 211 человек. Округ назван в честь Девы Марии, поскольку изначально Мэриленд был задуман как католическая колония.